# 5-ös busz (Békéscsaba)
A békéscsabai 5-ös jelzésű autóbusz a belvárosi Autóbusz-állomás és Mezőmegyer között közlekedik. A viszonylatot a Volánbusz üzemelteti. Ez az egyetlen járat, amely összeköti Mezőmegyer városrészt a belvárossal, valamint az autóbusz- és vasúti pályaudvarral.
A vonalon javarészt MAN SG 263-as és MAN SG 313-as autóbuszok járnak.

## Jellemzői
Az 5-ös helyijáratnak igazán a munkakezdés- és végzésnél jut nagyobb szerep, vagyis a hivatásforgalom a döntő. A reggeli órákban Mezőmegyer felől jóval nagyobb a befelé irányuló forgalom, mivel a diákok, illetve a dolgozók ezen jutnak be a városba. A tanulók számára különösen kedvező, hogy Békéscsaba igen sok iskolája mellett elhalad a járat, illetve felfűzi a belváros fontosabb pontjait is. A délutáni órákban a visszafelé irányuló forgalom az erősebb.

## Útvonala
| Mezőmegyer felé | Autóbusz-állomás felé |
| --- | --- |
| - Autóbusz-állomás - Temető sor - Andrássy út - Trianon tér - Jókai utca - Luther utca - Szeberényi tér - Baross utca - Berényi út - Mokry utca - Berényi út - Kossuth utca - Október 23. tér - Mezőmegyer | - Mezőmegyer - Október 23. tér - Kossuth utca - Berényi út - Mokry utca - Berényi út - Baross utca - Szeberényi tér - Luther utca - Jókai utca - Trianon tér - Andrássy út - Temető sor - Autóbusz-állomás |

## Megállóhelyei
Mezőmegyer felé a Jókai utca (Jókai utca), az Autóbusz-állomás felé a Petőfi liget (Andrássy út) megállónál állnak meg a buszok.
| 0  | Autóbusz-állomás végállomás | 25 | 1, 3, 3M, 3V, 4, 7, 7F, 8, 8A, 8V, 17V, 20 120 (Budapest – Szolnok – Lökösháza), 121 (Békéscsaba – Mezőhegyes – Makó – Újszeged), 128 (Békéscsaba – Kötegyán – Vésztő), 135 (Békéscsaba – Orosháza – Hódmezővásárhely – Szeged) helyközi-országos autóbuszjáratok: Budapest-Népliget, Debrecen, Eger, Hajdúszoboszló, Karcag, Kecskemét, Kunszentmárton, Miskolc, Pécs, Szeged, Szentes, Szolnok, Zalaegerszeg regionális autóbuszjáratok: Battonya, Békés, Békéssámson, Békésszentandrás, Bélmegyer, Csanádapáca, Csorvás, Dévaványa, Doboz, Dombegyház, Elek, Füzesgyarmat, Gerendás, Geszt, Gyomaendrőd, Gyula, Kamut, Kaszaper, Kétsoprony, Kondoros, Köröstarcsa, Kunágota, Medgyesbodzás, Medgyesegyháza, Mezőberény, Mezőkovácsháza, Orosháza, Sarkad, Szabadkígyós, Szarvas, Szeghalom, Telekgerendás, Tótkomlós, Újkígyós, Vésztő | Békéscsaba vasútállomás Helyközi autóbusz-állomás Obi Áruház, Penny Market |
| 2  | Andrássy Gimnázium          | 23 | 1, 3, 3M, 3V, 4, 7, 7F, 17V, 20 | Andrássy Gyula Gimnázium és Kollégium, Katonai Igazgatási és Érdekvédelmi Iroda, VOKE Vasutas Művelődési Háza és Könyvtára, KiK, Rossmann, Aldi                                                                                       |
| 5  | Jókai utca                  | ∫  | 8 Erdélyi sor felé, 8A Erdélyi sor felé, 8V Varságh utca felé, 20 Gerla, községháza felé helyközi-országos autóbuszjáratok: Karcag regionális autóbuszjáratok: Békés, Bélmegyer, Dévaványa, Doboz, Füzesgyarmat, Gyomaendrőd, Kamut, Köröstarcsa, Mezőberény, Sarkad, Szeghalom, Vésztő | Csaba Center, Center Parkolóház |
| ∫  | Petőfi liget                | 22 | 1, 3, 3M, 3V, 4, 7, 7F, 8 Linamar felé, 8A Tesco felé, 8V Tesco felé, 17V, 20 Autóbusz-állomás felé | Angyalos-kút, Békéscsabai Petőfi Utcai Általános Iskola, Békéscsabai Kemény Gábor Logisztikai és Közlekedési Szakközépiskola, Trianon tér Csaba Center: Békéscsaba Center Posta, Hervis, Media Markt, Spar, Telenor, T-Pont, Vodafone |
| 7  | Kazinczy Ferenc Iskola      | 19 | 8, 8A, 8V, 20 regionális autóbuszjáratok: Doboz, Sarkad | Balassi Bálint Magyar Művészetek Háza, Békés Megyei Egészségbiztosítási Pénztár, Kazinczy Ferenc Általános Iskola |
| 9  | Szeberényi tér              | 17 | helyközi-országos autóbuszjáratok: Debrecen, Eger, Hajdúszoboszló, Karcag, Miskolc regionális autóbuszjáratok: Békés, Bélmegyer, Dévaványa, Füzesgyarmat, Gyomaendrőd, Gyula, Kamut, Köröstarcsa, Mezőberény, Szeghalom, Vésztő | Evangélikus Kistemplom, Evangélikus Nagytemplom, Szeberényi Gusztáv Adolf Evangélikus Gimnázium, Művészeti Szakközépiskola, Általános Iskola, Óvoda, Alapfokú Művészeti Iskola és Kollégium                                           |
| 10 | Békési út                   | 16 | | Baross utcai Orvosi Rendelők, Baross utcai sportpálya, Kner nyomda |
| 11 | Lenkey utca                 | 15 | | |
| 12 | Rövid utca                  | 14 | | |
| 14 | Áchim L. András lakótelep   | 12 | | |
| 15 | Körösi utca                 | 10 | | |
| 16 | Áchim L. András lakótelep   | 9  | | |
| 18 | Bútoripai szövetkezet       | 7  | helyközi-országos autóbuszjáratok: Karcag regionális autóbuszjáratok: Dévaványa, Gyomaendrőd, Gyula, Kamut, Köröstarcsa, Mezőberény | Evangélikus Szeretetotthon |
| 20 | Közútkezelői Üzemmérnökség  | 5  | | |
| 22 | Sportpálya                  | 4  | | Mezőmegyeri sportpálya |
| 24 | Erdő sor                    | 2  | | |
| 25 | Mezőmegyer végállomás       | 0  | | Kondorosi Takarékszövetkezet |

## Kiegészítések
- Körösi utca járatok (K): iskolai napokon 7.00-tól és 7.25-től kisebb, a Körösi utca megállótól (Mokry utcától) induló járatok is indulnak.
- Mokry utca nélküli járatok (n): iskolai napokon 6.55-től és 7.10-től rövidített, a Mokry utcát nem érintő járatok is indulnak.

## Változások
A belvárosi Szent István tér átépítése miatt 2012. október 1-től a busz útvonala jelentősen megváltozott. Megszűnt az 1-es, 2-es valamint az 5-ös buszok összekapcsolása. Az 5-ös busz mindkét irányban a Jókai utca-Luther utca útvonalon éri el a Szeberényi teret (vagy a másik irányban a Petőfi ligetet), kihagyva a Petőfi utca, Haán Lajos utca, Szabadság tér megállókat. Mezőmegyer irányában a Petőfi liget helyett a Jókai utcai (Csaba Center melletti) megállóban, az Autóbusz-pályaudvar felé pedig az Angyalos-kúttal szemben lévő (Petőfi liget) megállóban állnak meg a buszok.

## Külső hivatkozások
- Békéscsaba buszjáratai és menetrendjük
- A Dél-alföldi Közlekedési Központ Zrt. honlapja
- A Körös Volán honlapja
- Változik a buszok útvonala, új megállók épülnek - Csabai Mérleg
- A Körös Volán autóbuszainak listája Archiválva 2016. március 5-i dátummal a Wayback Machine-ben
- Utcák és közterületek átnevezése Archiválva 2013. december 19-i dátummal a Wayback Machine-ben